# Crocus City Hall

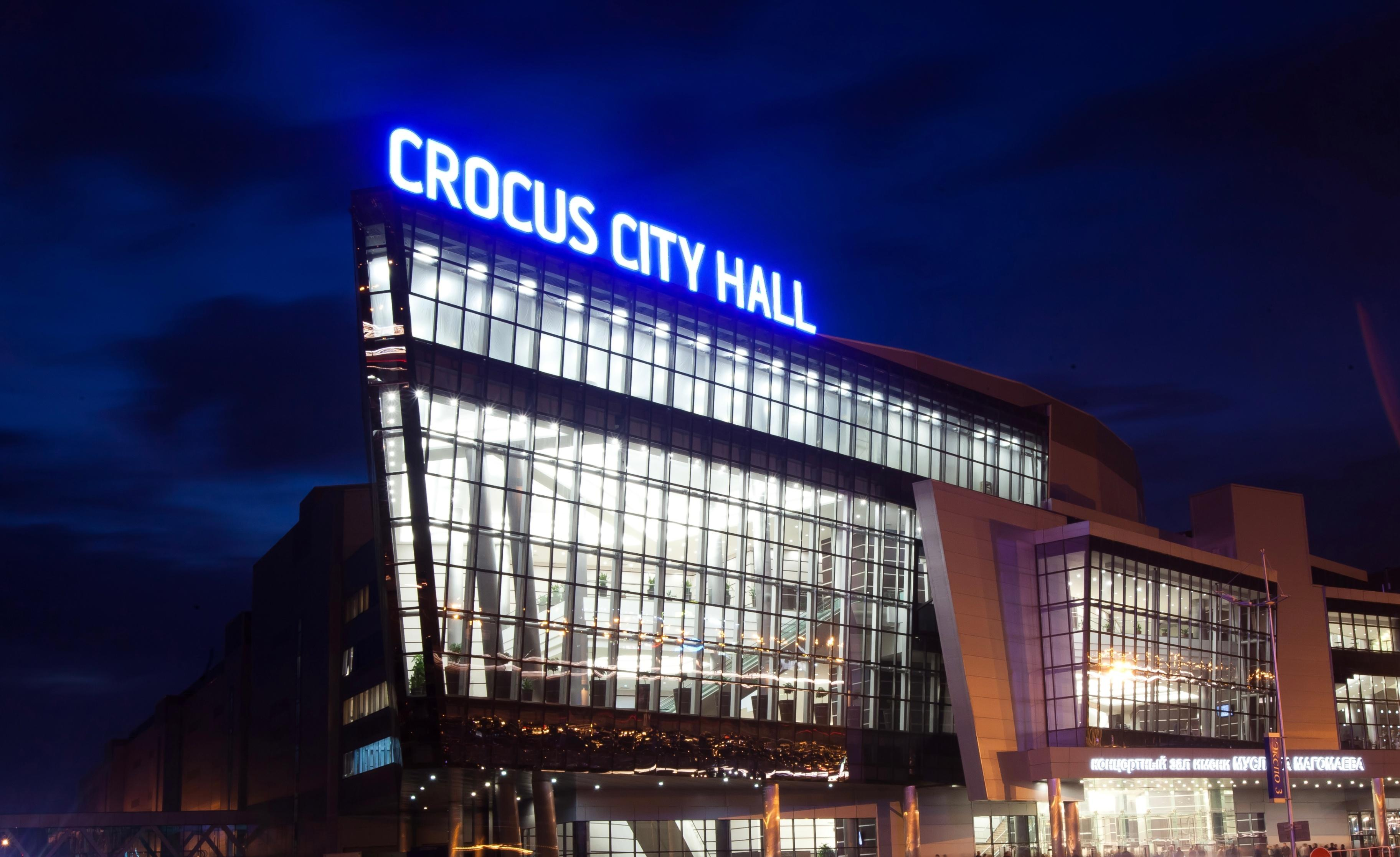
Crocus City Hall, 2020.

Crocus City Hall (ryska: Крокус-Сити-Xолл, Krokus-Siti-Choll) är ett konserthus i Krasnogorsk, västnordväst om Rysslands huvudstad Moskva, i Moskva oblast. Konserthuset ligger nära Moskvas ringled och är en del av Crocus City (ryska: Крокус Сити), ett nöjes- och shoppingområde som bland annat även inkluderar shoppingcentret Crocus City Mall och mässhallen och affärscentret Crocus Expo. 
Konserthuset öppnades av den azerisk-ryske affärsmannen Aras Agalarov den 25 oktober 2009. Agalarov är medgrundare, delägare och vd för fastighetsbolaget Crocus Group (tidigare Crocus International), som är det bolag som byggde konserthuset. 
Konserthuset rymmer en publik på cirka 6 000 personer.
Den 22 mars 2024 omkring 20.00 MSK inträffade en masskjutning i konserthallen, under vilken byggnaden också sattes i brand. Enligt ryska myndigheter dog 139 personer och ytterligare över 100 personer skadades i samband med attentatet och branden. Taket på konserthallen kollapsade av branden. Islamiska staten (IS Khorasan) har tagit på sig ansvaret för massakern.